# Gastón Pauls
Gastón Pauls (Buenos Aires, 17 de enero de 1972) es un actor, director de televisión, guionista, presentador de televisión, productor cine y televisión argentino.

## Biografía
Gastón Pauls es hijo del actor y productor de cine Axel Pauls y de la pintora Marina Guerrero y hermano mayor de Nicolás Pauls, actor y músico. Además tiene dos medio hermanos mayores: Cristian Pauls, actor y director, y Alan Pauls, escritor; y una media hermana menor, Ana Pauls, actriz. Proviene de una familia de artistas, donde sus abuelos paternos eran bailarines.

## Carrera profesional
Inició su trabajo en la televisión como conductor de un programa de videoclips, antes de protagonizar la telenovela juvenil Montaña rusa (1994-1995). Trabajó también en Verdad consecuencia, uno de los primeros éxitos televisivos del productor Adrián Suar en Canal 13. Participó en producciones de Alejandro Doria y en las novelas Alas, poder y pasión (1998) y Mamitas (1999). En teatro, hizo Desde la lona (1998), Porteños (2001-2002) y La gata sobre el tejado de zinc caliente (2001). En cine su primera gran película fue Territorio comanche, junto a Imanol Arias y Cecilia Dopazo. 
Aunque no fue hasta el año 2000, cuando coprotagonizó la película de culto Nueve reinas, de Fabián Bielinsky junto a Ricardo Darín y Leticia Brédice, que le dio reconocimiento internacional y el premio de mejor actor en Biarritz. Luego, Pauls decidió volver a la televisión en 2003, con la ficción Tres padres solteros y el programa de documentales Ser urbano, una mezcla de ficción, periodismo y documental transmitido hasta 2006 por Telefe. 
En 2008, no solo actuó en el unitario Todos contra Juan, sino que también fue su productor. El éxito de esa serie se le debe al talentoso guionista y director de la serie, Gabriel Nesci. Llegando a su cumbre la serie tuvo como actor invitado a Steve Carrell en su episodio final. En 2005 fundó junto a Alejandro Suaya una productora llamada Rosstoc, empresa en la que logró rodearse de un equipo de trabajo dinámico y de excelente calidad profesional, junto al cual creó programas como Mejor hablar de ciertas cosas, Todos contra Juan y Ciega a citas. La productora quebró en el año 2010.
Realizó un documental ficcional sobre los medios llamado Miedos de Comunicación y el guion, junto a Mariano Starosta, de un documental sobre la vida del cura Carlos Mugica. Durante el año 2021, comenzó a emitirse en Crónica TV el programa Seres libres, donde Pauls cumple el rol de entrevistador de personas con problemas de adicción, tanto famosas como desconocidos, abarcando diversos ámbitos sociales.

## Vida personal
Entre 2007 y 2014 mantuvo una relación con la actriz Agustina Cherri, con quien tuvo dos hijos: Muna, nacida en 2009, y Nilo nacido en 2011.
Es vegetariano y está a favor de los derechos de los animales. Es abiertamente terraplanista.

## Filmografía

### Cine
| Año  | Título                                  | Papel              | Notas                    |
| ---- | --------------------------------------- | ------------------ | ------------------------ |
| 1997 | Territorio comanche                     | Manuel             |                          |
| 1998 | El desvío                               | Sebastián          |                          |
| 1998 | La sonámbula, recuerdos del futuro      | Gorrión            |                          |
| 1998 | Frontera sur                            | Mariano Huertas    |                          |
| 2000 | Ojos que no ven                         | Esteban            |                          |
| 2000 | Nueces para el amor                     | Marcelo            |                          |
| 2000 | Nueve reinas                            | Juan               |                          |
| 2000 | Felicidades                             | Julio              |                          |
| 2001 | Sábado                                  | Él mismo           |                          |
| 2002 | El lugar donde estuvo el paraíso        | Enrico             |                          |
| 2002 | El último tren                          | Jimmy Ferreira     |                          |
| 2002 | Antibody                                | Julio Palacio      |                          |
| 2002 | Sidra                                   | Él mismo           |                          |
| 2003 | Golpe en las nubes                      | Javier             |                          |
| 2005 | Las mantenidas sin sueños               | Martín             |                          |
| 2005 | Sólo un ángel                           | Médico             |                          |
| 2005 | La suerte está echada                   | Guillermo          |                          |
| 2005 | Iluminados por el fuego                 | Esteban Leguizamón |                          |
| 2005 | La demolición                           | Julián Luna        |                          |
| 2005 | El último café                          | Gastón             | Cortometraje             |
| 2006 | Una estrella y dos cafés                | Carlos             |                          |
| 2006 | Fuga                                    | Ricardo Coppa      |                          |
| 2006 | Operación soberanía                     | Narrador           |                          |
| 2007 | Carne sobre carne                       | Cineasta           |                          |
| 2007 | El salto de Christian                   | Miche              |                          |
| 2008 | La mujer de hielo                       | Marcos             | Cortometraje             |
| 2008 | Che                                     | Ciro Bustos        |                          |
| 2009 | Cabeza de pescado                       |                    |                          |
| 2010 | El día que la vida me ponga de rodillas |                    |                          |
| 2012 | El vagoneta en el mundo del cine        |                    |                          |
| 2012 | La educación prohibida                  | Javier             |                          |
| 2012 | Días de vinilo                          | Damián             |                          |
| 2012 | Paseo de oficina                        | Blas Benedetto     |                          |
| 2013 | La danza de la realidad                 | Libertador 1       |                          |
| 2013 | 20.000 besos                            | Goldstein          |                          |
| 2014 | Fermín, glorias del tango               | Ezequiel Kaufman   |                          |
| 2014 | Amnesia                                 | Félix Roldán       |                          |
| 2015 | Brisas heladas                          | Detective          |                          |
| 2015 | Silo                                    | Narrador           |                          |
| 2017 | El sereno                               | Fernando           |                          |
| 2017 | Un lugar en el Caribe                   | Fernando           |                          |
| 2017 | Fontanarrosa, lo que se dice un ídolo   | Rogelio            | Segmento: Vidas privadas |
| 2017 | Días contados                           | Renzo              |                          |
| 2018 | Yanka y el espíritu del volcán          | Papá de Yanka      |                          |
| 2018 | Cuando brillan las estrellas            | Gerardo            |                          |
| 2019 | La guarida del lobo                     | Vicente            |                          |
| 2019 | Palau, la película                      | Luis Palau         |                          |
| 2019 | El príncipe                             | «Che Pibe»         |                          |
| 2019 | El plan divino                          | Eustaquio          |                          |
| 2020 | Nadie sabe que estoy aquí               | Ángelo Casas       |                          |
| 2021 | Esencial                                |                    |                          |
| 2022 | La espuma de los días                   | Loquito            |                          |
| 2022 | Tu forma de ver el mundo                | Dr. Maidana        |                          |
| 2023 | Lennons                                 | Canelón            |                          |
| 2024 | Lágrimas de fuego                       | Federico           |                          |

### Televisión
| Año       | Título                               | Papel                  | Notas                                                          |
| --------- | ------------------------------------ | ---------------------- | -------------------------------------------------------------- |
| 1994-1995 | Montaña rusa                         | Alejandro              |                                                                |
| 1996      | Verdad consecuencia                  | Daniel Cozak           |                                                                |
| 1997      | El Rafa                              | «El Bebé» Carrizo      |                                                                |
| 1997      | Inex, la sombra de la verdad         | Martín Loaiza          | Película para televisión                                       |
| 1998      | Alas, poder y pasión                 | Matías Esquivel        |                                                                |
| 1999      | Mamitas                              | Martín Andrada         |                                                                |
| 2000-2002 | Tiempo final                         | Alemán                 | Episodio: «Secuestro»                                          |
| 2000-2002 | Tiempo final                         | Diego                  | Episodio: «Los ladrones»                                       |
| 2000-2002 | Tiempo final                         | Fernando               | Episodio: «Salud mental»                                       |
| 2001      | La cautiva                           | Brian                  | Película para televisión                                       |
| 2002      | Tumberos                             | David Resnoff          |                                                                |
| 2002      | Infieles                             | Martín                 | Episodio: «El caso M»                                          |
| 2003      | Tres padres solteros                 | Guillermo Nelber       |                                                                |
| 2003      | Proyecto 48                          | Conductor              |                                                                |
| 2003      | La vida aquí                         | Miguel                 | Película para televisión                                       |
| 2003-2004 | Ser urbano                           | Conductor              |                                                                |
| 2004      | Los Roldán                           | Él mismo               |                                                                |
| 2004      | Sangre fría                          | El mochilero           |                                                                |
| 2004      | Historias de terror                  | El narrador            | Episodio: «El horla»                                           |
| 2005-2006 | Humanos en el camino                 | Conductor              | También como productor                                         |
| 2006      | Soy tu fan                           | Nicolás Duarte         |                                                                |
| 2007      | Titulares                            | Conductor              |                                                                |
| 2007      | Pecados capitales                    | Conductor              |                                                                |
| 2008-2010 | Todos contra Juan                    | Juan Perugia           | También como director y productor                              |
| 2008-2009 | Mejor hablar de ciertas cosas        | Conductor              | También como productor                                         |
| 2009      | Dromo                                | Diego                  | Episodio: «Ovo»                                                |
| 2009      | Mitos, crónicas del amor descartable | N/A                    | Como productor ejecutivo                                       |
| 2009-2010 | Ciega a citas                        | Dr. Martín Trauma      | También como productor                                         |
| 2011      | Un año para recordar                 | Dante Peñalba          |                                                                |
| 2013      | Historia clínica                     | Carlos Jáuregui        | Episodio: «Carlos Jáuregui, el mismo amor los mismos derechos» |
| 2014      | Televisión por la justicia           | Mariano                | Episodio: «La venganza»                                        |
| 2015      | Conflictos modernos                  | Marcelo                | Episodio: «Bien común»                                         |
| 2018      | Si yo fuera rico                     | Leonel Ríos            |                                                                |
| 2021      | Mi amigo hormiga                     | Marcos                 |                                                                |
| 2021-2023 | Seres libres                         | Conductor              |                                                                |
| 2022      | Los prisioneros                      | Ejecutivo de EMI Odeon |                                                                |
| 2023      | Barrabrava                           | César Urrutia          |                                                                |

## Premios y nominaciones
| Año  | Organización                                 | Categoría                             | Trabajo                 | Resultado | Ref(s) |
| ---- | -------------------------------------------- | ------------------------------------- | ----------------------- | --------- | ------ |
| 2001 | Premios Cóndor de Plata                      | Mejor actor                           | Nueces para el amor     | Nominado  | [ 7 ]  |
| 2001 | Festival de Cine Latinoamericano de Biarritz | Mejor actor                           | Nueve reinas            | Ganador   | [ 8 ]  |
| 2005 | Premios Martín Fierro                        | Mejor conducción masculina            | Ser urbano              | Nominado  | [ 9 ]  |
| 2006 | Premios Cóndor de Plata                      | Mejor actor                           | Iluminados por el fuego | Nominado  | [ 10 ] |
| 2006 | Premios Martín Fierro                        | Mejor conducción masculina            | Humanos en el camino    | Nominado  | [ 11 ] |
| 2006 | Festival de Cine Latinoamericano de Trieste  | Mejor actor                           | Fuga                    | Ganador   | [ 12 ] |
| 2007 | Premios Martín Fierro                        | Mejor conducción masculina            | Humanos en el camino    | Nominado  | [ 13 ] |
| 2008 | Premios Carlos Gardel                        | Premio Gardel solidario               | Tango por los chicos    | Ganador   | [ 14 ] |
| 2009 | Premios Martín Fierro                        | Mejor actor de unitario y/o miniserie | Todos contra Juan       | Ganador   | [ 15 ] |
| 2011 | Premios Martín Fierro                        | Mejor actor de unitario y/o miniserie | Todos contra Juan       | Nominado  | [ 16 ] |
| 2024 | Premios Martín Fierro de Cine y Series       | Mejor actor                           | Barrabrava              | Nominado  | [ 17 ] |